# シンクロナイズドモンスター
『シンクロナイズドモンスター』（原題: Colossal）は、2016年にカナダとスペインで製作されたSF映画である。監督はナチョ・ビガロンド、主演はアン・ハサウェイが務めた。

## ストーリー
グロリアは求職中のライターで、アルコール依存症に苦しむ患者でもあった。グロリアの度重なる暴挙が原因で、彼女は恋人のティムから別れを切り出され、同棲していたニューヨークのアパートから追い出されることとなった。ニューハンプシャー州の実家に帰ったグロリアは、子供時代の友人であったオスカーと再会した。オスカーは父親のバーを切り盛りして生計を立てていた。グロリアの窮状を見かねたオスカーはグロリアにテレビをプレゼントした上で、「アルコール依存症を克服するまで、僕の店で働いてはどうか」と持ちかけてくれた。グロリアはこのオファーを受けると共に、オスカーに深く感謝した。
しかし、酒場で働いたことがグロリアの症状を一層悪化させることとなった。閉店後、グロリアはオスカーと彼の友人たちと一緒に朝まで酒を飲むようになったのである。意識が朦朧としたまま帰宅の途についたグロリアであったが、ふと気が付くとそこは公園のベンチであった。時を同じくして、ソウルに巨大怪獣が出現し暴れ回るという事件が発生した。あるとき、グロリアは自分の癖と同じ動きをしていることに気づき、さらに公園の砂場での動きに連動して怪獣が動き回るという事実に気が付いた。
グロリアはこの大発見をオスカーたちに話したが、彼らが信じようとしなかったため、実際に公園で動き回ることとなった。グロリアが動き回っている最中に、オスカーが公園の遊び場に足を踏み入れた途端、ソウルに巨大ロボットが出現した。怪獣のために大きな被害を受けたソウルの人びとに申し訳ないと思ったグロリアは、怪獣を操ってソウルの地面に謝罪の言葉を書いた。韓国のメディアはこの珍事を大々的に取り上げ、ソウル市民は「もうこれで被害を受けずに済む」と歓喜した。グロリアは本気で断酒に取り組む決意を固め、遊び場にも絶対入るまいと心に誓った。
ジョエルと歓談した後に帰宅しようとしていたグロリアは、酔っ払ったオスカーが公園で動き回っている姿を見た。オスカーはグロリアとジョエルの仲に嫉妬して、ロボットを使ってソウル市内を破壊していたのである。激しく抵抗されたものの、グロリアはオスカーを遊び場から引きずり出すことができたが、オスカーのグロリアに対する嫉妬はエスカレートし、「ソウル市民を人質にすれば、グロリアは僕の思いを受け入れざるを得ない」と考えるようになる。グロリアはその凶行を止めるため、ソウルへ行く決意をする。

## キャスト
※括弧内は日本語吹替
- グロリア - アン・ハサウェイ（甲斐田裕子）
- オスカー - ジェイソン・サダイキス（堀内賢雄）
- ティム - ダン・スティーヴンス（北田理道）
- ジョエル - オースティン・ストウェル（吉田健司）
- ガース - ティム・ブレイク・ネルソン（長谷川敦央）
- 子供時代のグロリア - ハンナ・ケラミー
- 子供時代のオスカー - ネイサン・エリソン
- マリー - ルキヤ・バーナード（英語版）
- アッシュ - アガム・ダルシ（英語版）

## 製作
本作の製作は、資金調達の目処が付かない状態からスタートした。そのような状況にもかかわらず、アン・ハサウェイは真っ先に本作への出演を了承した。ハサウェイが本作の企画の存在を知ったのは、自身がスランプ状態にあると自覚した後のことだった。ジョナサン・デミは、ハサウェイのために『フィールド・イン・イングランド』の上映会を開催してくれた。鑑賞後、ハサウェイは「これこそがまさに私が作りたかった映画だ」と思ったという。理想の作品像に合致する脚本を探し求めたハサウェイは本作の脚本を入手し、一読した彼女はジャンルの型にはまらない脚本に引きつけられ、お気に入りの映画の一本である『マルコヴィッチの穴』と比較しながら読み込んでいった。
2015年5月、撮影に先立ってトラブルが発生した。ヴォルテージ・ピクチャーズはゴジラの画像を出資者向けの書類に掲載していたが、その権利を有する東宝に画像の使用許可を取っていなかったため、東宝から訴訟を起こされた。両社が和解に至ったのは、同年10月のことであった。
本作の主要撮影は2015年10月上旬にバンクーバーで始まり、同年11月25日に終了した。なお、本作にモーションキャプチャーは一切使用されなかった。怪獣のすべての動きはCGによって表現され、CG製作チームはハサウェイが怪獣の動きを演じている動画を参考に、怪獣の動きを作り上げていった。また、ビガロンドは怪獣の造型にほとんど口を出しておらず、その理由について「自分に造型のスキルがなかった」「CG製作チームの皆さんに怪獣を身近に感じてほしかった」と語っている。

## 公開
2016年9月9日、本作はヴァンガード部門に出品されていた第41回トロント国際映画祭でプレミアを迎えた。その直後、ネオンが本作の配給権を購入したと報じられた。2017年1月20日、本作はサンダンス映画祭で上映された。

## 評価
本作は批評家から好意的に評価されたが、その設定の奇抜さ故に酷評した批評家もいた。映画批評集積サイトのRotten Tomatoesには205件のレビューがあり、批評家支持率は80%、平均点は10点満点で7.1点となっている。サイト側による批評家の見解の要約は「『シンクロナイズドモンスター』の単純な奇抜さは観客を混乱させるかもしれない。しかし、それに耐えた人はアン・ハサウェイの演技と特定のジャンルに区分されることを拒むような作りが見るに値するものだったと気付くだろう。」となっている。また、Metacriticには36件のレビューがあり、加重平均値は70/100となっている。
『ローリング・ストーン』のピーター・トラヴァースは本作に4つ星評価で3つ星半を与え、「『シンクロナイズドモンスター』は必見だ」と述べた。『ニューヨーク・オブザーバー』のレックス・リードは本作に4つ星評価で星0とし、「理解不可能で見るに堪えない」と評した。